# Гуцал, Андрей Дмитриевич
Андрей Дмитриевич Гуцал (укр. Андрій Дмитрович Гуцул; 4 февраля 1978, Киев — 25 февраля 2024, Ивановское) — украинский военнослужащий, майор, участник российско-украинской войны. Герой Украины (2025, посмертно).

## Биография
Родился 4 февраля 1978 года в Киеве. В июле 2023 года вступил в ряды 3-го пограничного отряда Государственной пограничной службы Украины. В августе-сентябре 2023 года проходил подготовку в Великобритании.
25 февраля 2024 года во время штурма в районе посёлка Ивановское Донецкой области под огнём противника руководил эвакуацией раненых, помогая защитникам отбить атаку. Получив ранение, отказался покинуть позицию и вернулся, чтобы завершить эвакуацию. Во время отхода попал под обстрел и был тяжело ранен. Когда боевая машина пехоты направлялась к стабилизационному пункту, в неё попала ракета, в результате чего все находившиеся внутри бойцы погибли.

## Награды
- Звание «Герой Украины» с удостоением ордена «Золотая Звезда» (26 февраля 2025, посмертно) — за личное мужество и героизм, проявленные в защите государственного суверенитета и территориальной целостности Украины, верность военной присяге[2].